# Mercado Roberto Young
El Mercado Roberto Young, conocido popularmente como mercado Young, es uno de los centros de abasto más importantes y concurridos de la ciudad de Oruro, Bolivia. Fundado en 1977, se ubica en la zona Sur de la ciudad y se ha consolidado como un punto clave para la provisión de productos de la canasta familiar, artículos de limpieza, víveres y ropa de segunda mano, especialmente durante su feria dominical. A pesar de su distancia del centro urbano, su oferta variada y ambiente acogedor lo convierten en una referencia comercial de la región. 

## Historia

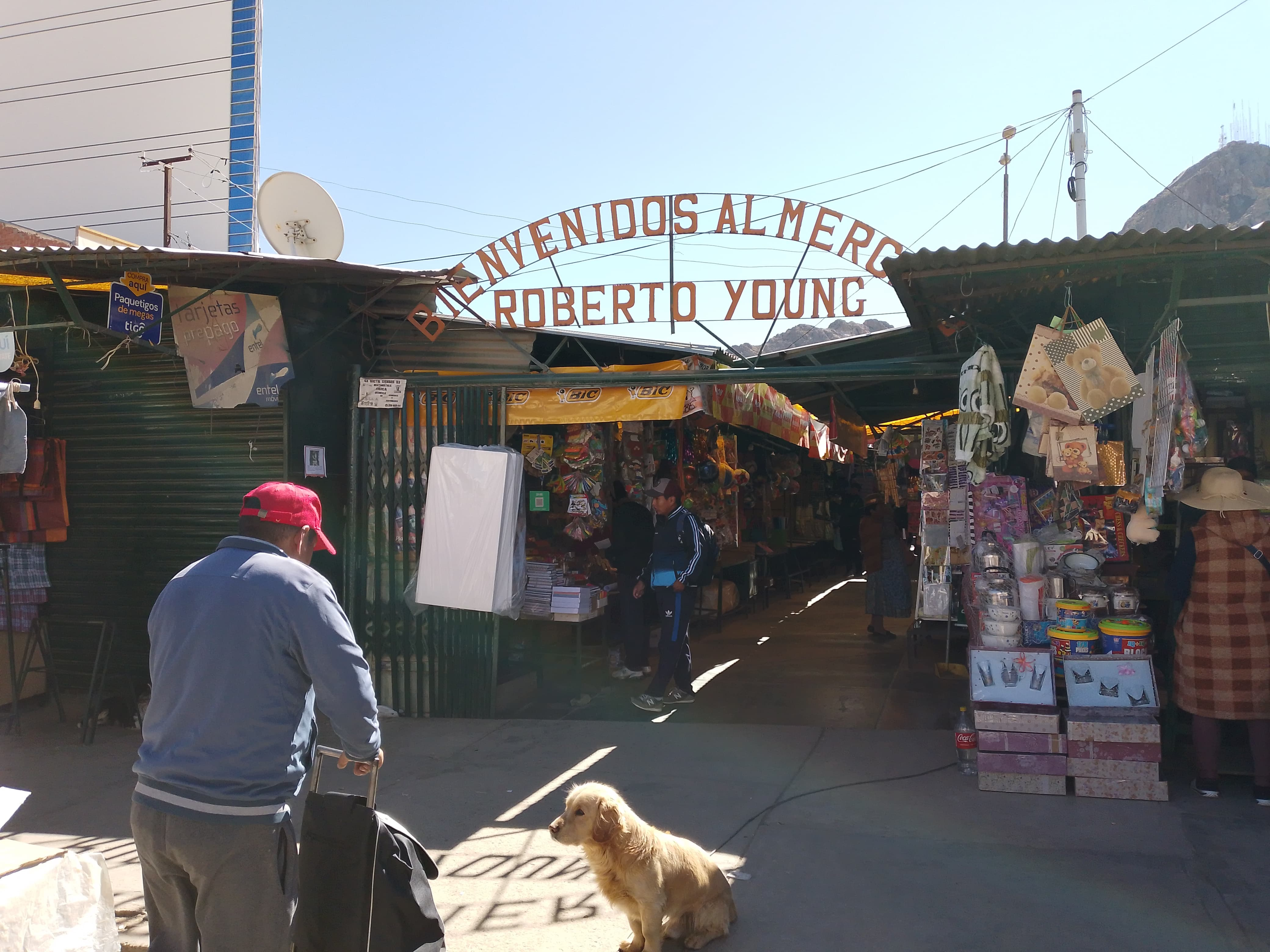
Entrada principal del Mercado Roberto Young, punto de encuentro comercial en la zona Sur de Oruro, donde cada domingo se vive una de las ferias más concurridas de la ciudad.

El mercado fue fundado en 1977 gracias a la iniciativa de Pedro Viñaya, Natalio Cáceres y Germán Iquize, y debe su nombre a Roberto Young, destacado personaje orureño que, en la década de 1950, fue presidente del Bloque Oruro y donó terrenos para la urbanización de la zona Sur, incluyendo el espacio donde se construyó el mercado. También fue el impulsor de la avenida de Circunvalación. 
En 2004, bajo la gestión del entonces alcalde Edgar Bazán, se entregó el proyecto de aceras y cordones para mejorar el acceso y la infraestructura del mercado. El 13 de julio de 2009, mediante una ley nacional, se declaró de prioridad departamental y municipal la construcción y consolidación del mercado Roberto Young.

## Ubicación y estructura
El mercado se encuentra en la zona Sur de Oruro, en cercanías de la avenida España. El entorno del mercado combina espacios abiertos para ferias temporales y estructuras permanentes. Sin embargo, presenta problemas de infraestructura, especialmente durante la temporada de lluvias, cuando las cloacas suelen ser obstruidas y provocan inundaciones que dificultan el paso peatonal y el acceso al centro de abasto.

## Actividad económica y productos
El mercado ofrece una amplia variedad de alimentos básicos, productos de limpieza, víveres, comida preparada y ropa de segunda mano. Es reconocido por mantener precios accesibles, lo cual atrae a compradores incluso desde zonas alejadas del centro urbano. Los domingos se celebra una feria dominical que convierte al mercado en un referente comercial fundamental en la ciudad de Oruro, siendo uno de los grandes espacios feriales junto al mercado Kantuta y la Súper Feria. 
Este sistema de comercio ambulante e informal, aunque no regulado plenamente, constituye una estrategia económica vital de autoempleo y circulación de mercancías.

## Galería

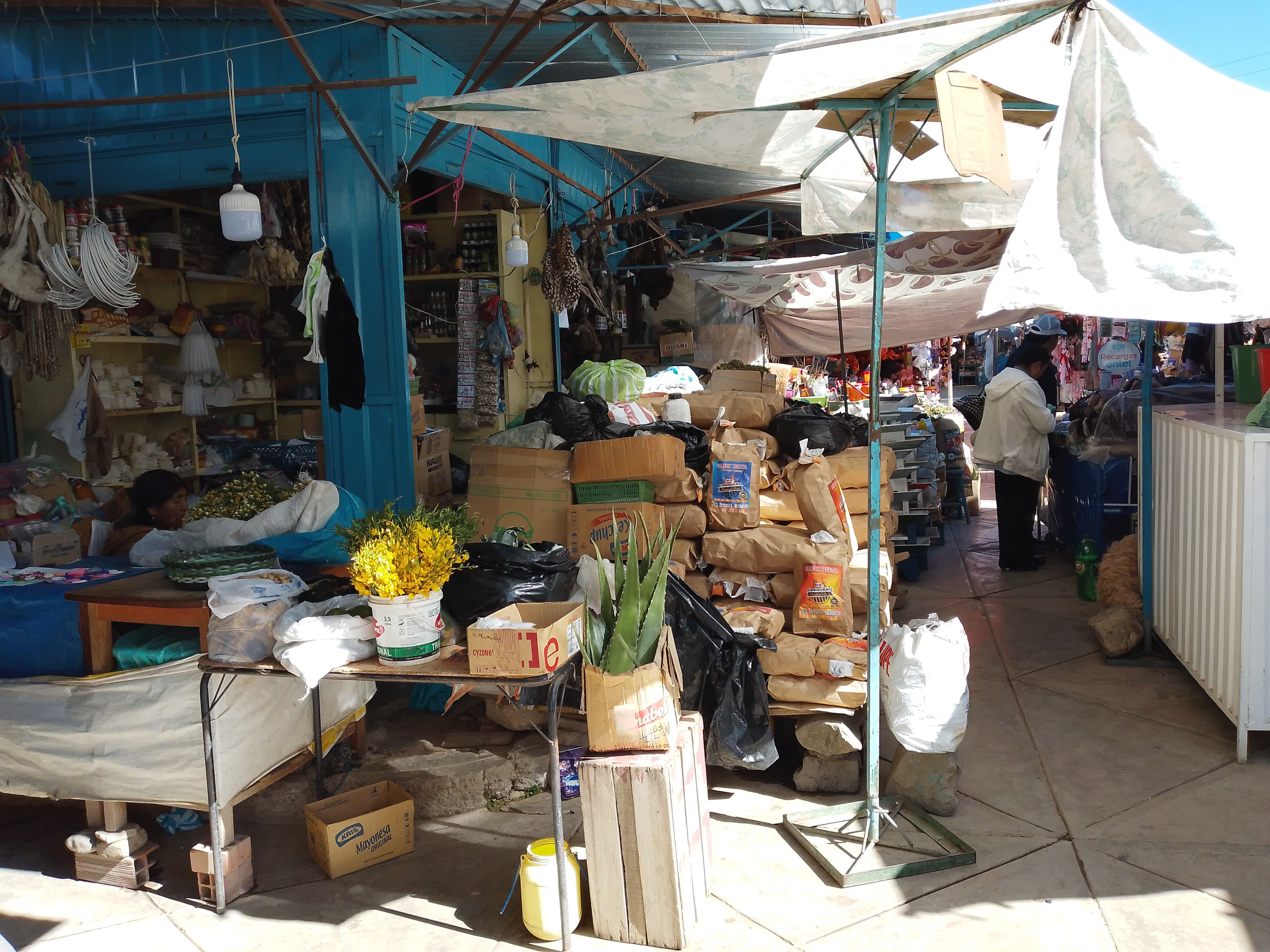
Venta de medicina tradicional en el Mercado Roberto Young
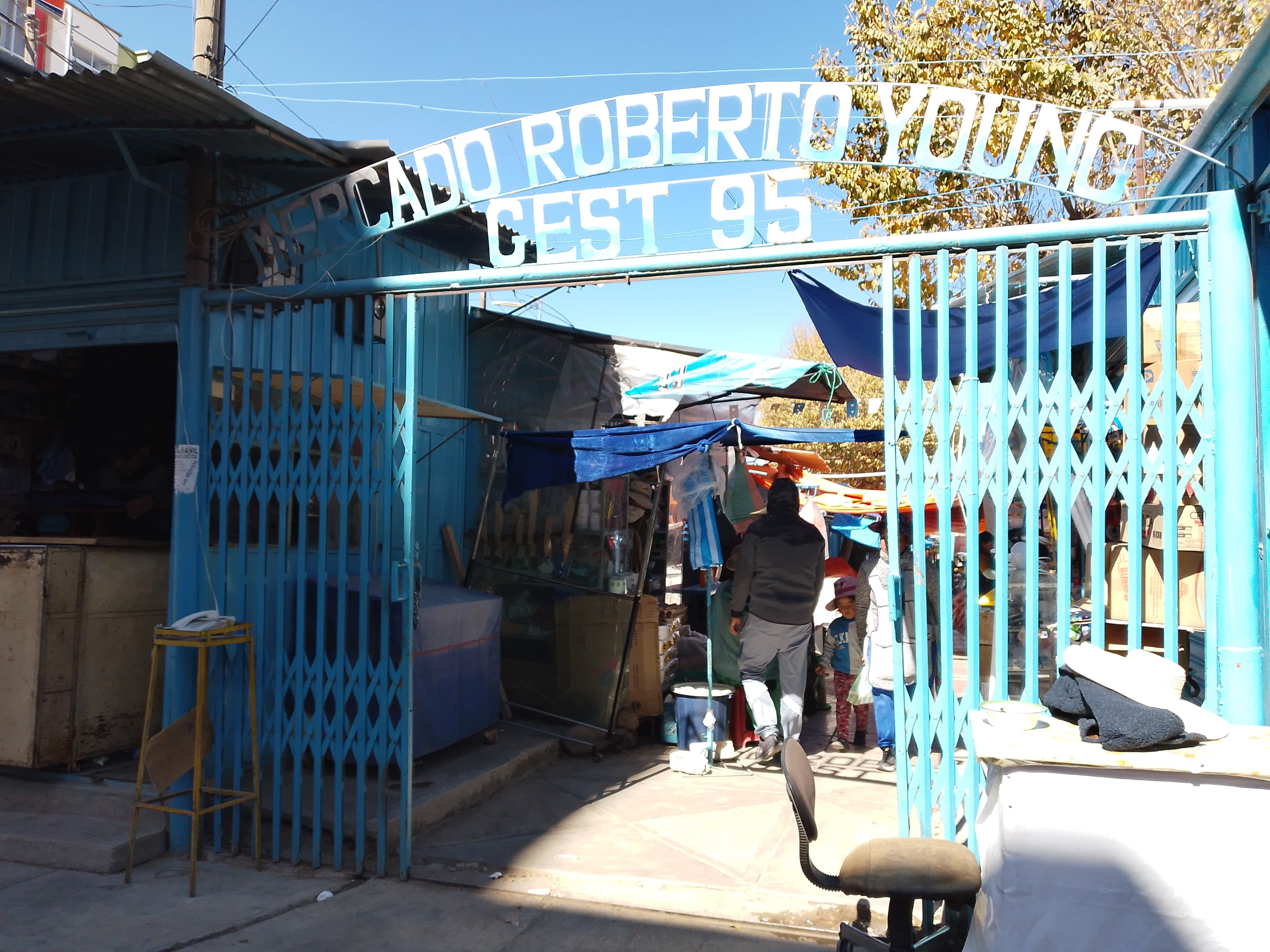
Una de las entradas del Mercado Roberto Young
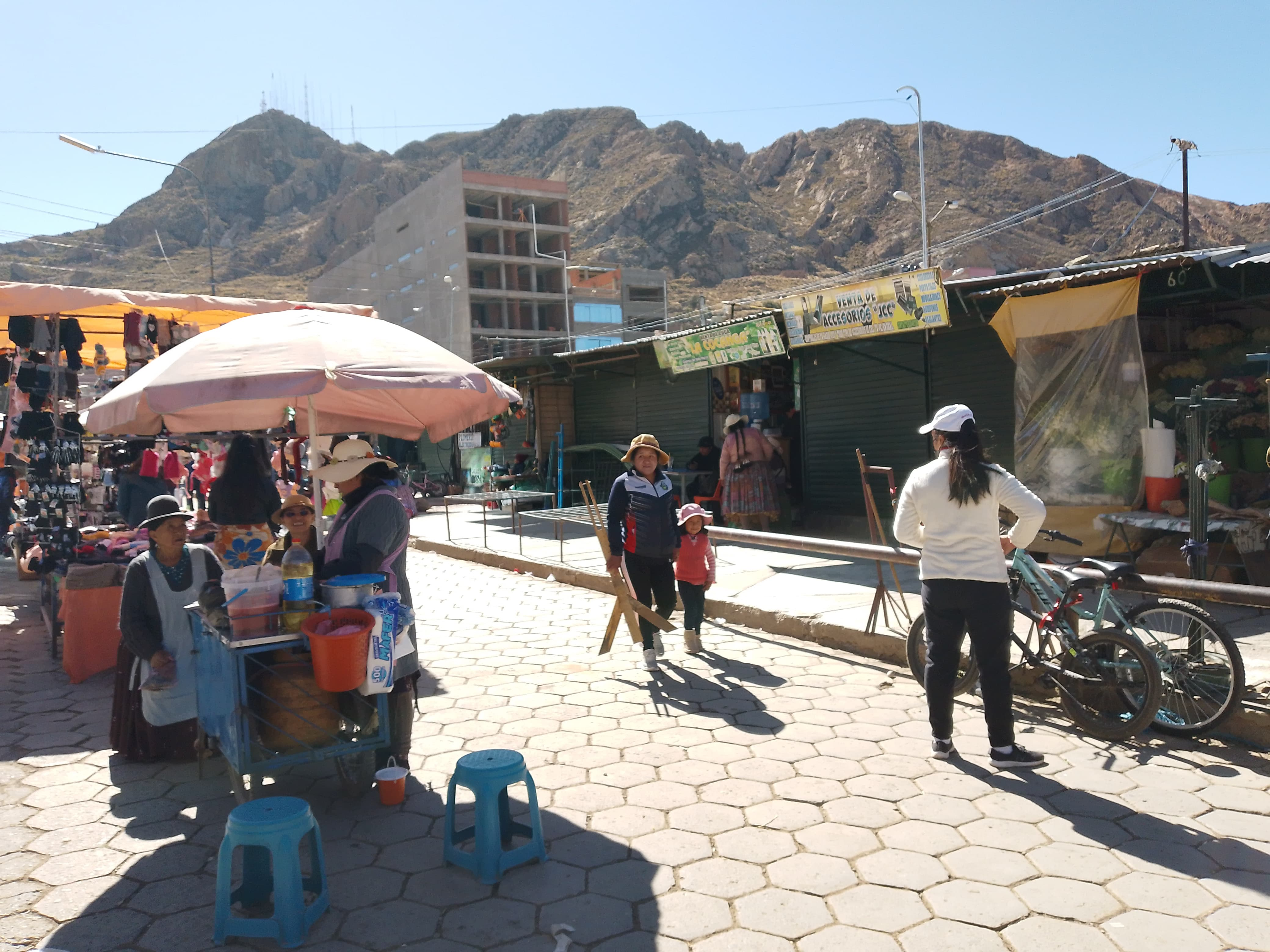
Mercado Roberto Young
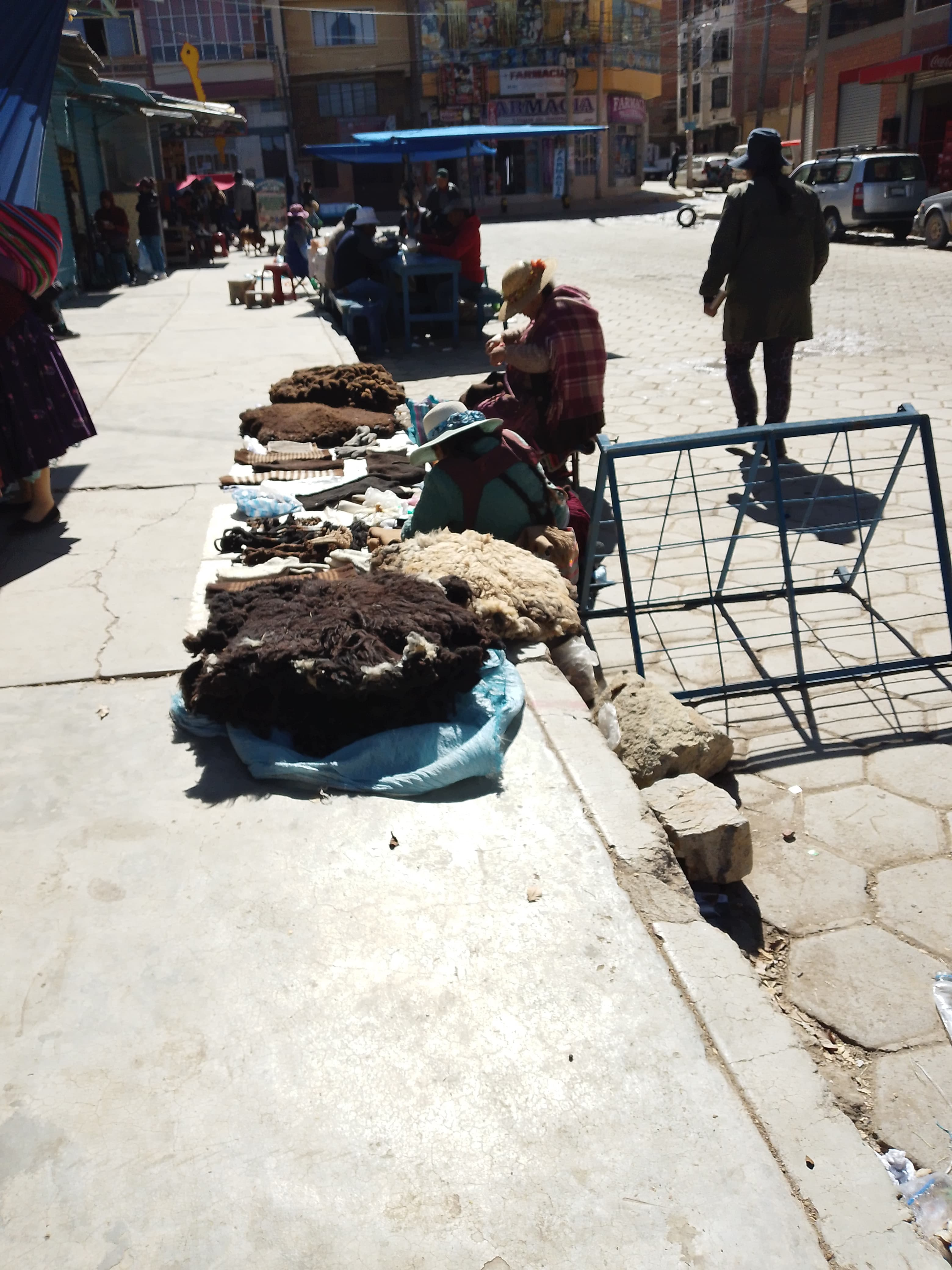
Venta de lana de oveja y llama, también productos artesanales derivados de estos en el Mercado Roberto Young
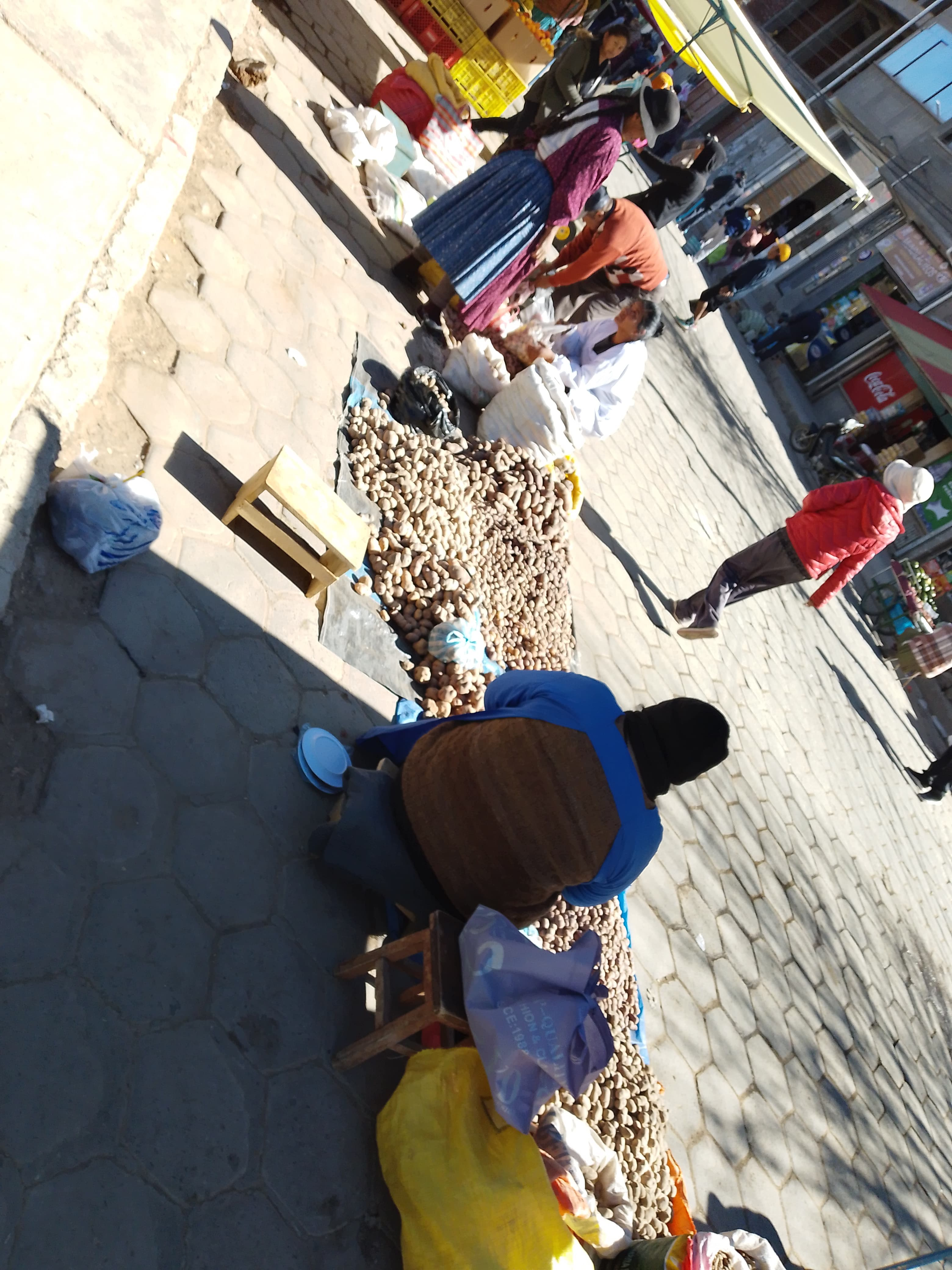
Venta de papa en el Mercado Roberto Young